# Temelucha boops
Temelucha boops là một loài tò vò trong họ Ichneumonidae.